# Ернст Роберт Гравиц
Ернст Роберт Гравиц (енгл. Ernst-Robert Grawitz; 8. јун 1899 — 24. април 1945) био је немачки лекар и функционер Шуцштафела током Трећег рајха.

## Биографија
Гравиц је рођен у Шарлотенбургу, у западном делу Берлина, у Немачкој. Као Reichsarzt SS und Polizei, Гравиц је био шеф немачког Црвеног крста. Финансирао је нацистичке покушаје „искорењивања изопаченог света хомосексуалаца“ и истраживање покушаја „лечења“ хомосексуалности. То је подразумевало експериментисање затвореника у нацистичким концентрационим логорима. Био је задужен за „одушевљене“ експерименте на логорашима.
Гравиц је, такође, био део групе задужене за убиства ментално оболелих и физички хендикепираних људи уакцији Т4 „Еутаназија“, укључујући и децу из 1939. Званичници су одабрали лекаре који су требали да изврше оперативни део програма убијања. Поред тога, истраживачи у Шуцштафелу и ван њега желели су да искористе залихе затвореника у Шуцштафелим логорима и користе их за експерименте. Да би то учинили, заинтересоване стране морале су да се пријаве Гравицу, који је прослеђивао захтеве Reichsführer-SS Хајнрих Химлеру који је потом давао коначно одобрење.
Пред крај Другог светског рата у Европи, Гравиц је био лекар у Führerbunkeru, Адолфу Хитлеру. Када је чуо да други званичници напуштају Берлин да би побегли од совјетске Црвене армије која је напредовала, Гравиц је поднео молбу Хитлеру да му дозволи да напусти Берлин; његов захтев је одбијен. Како је совјетска армија напредовала према Берлину, Гравиц је убио себе и породицу гранатама у њиховој кући у Babelsbergu.